# Hasora discolor
Hasora discolor is een vlinder uit de familie van de dikkopjes (Hesperiidae). De wetenschappelijke naam van de soort is voor het eerst geldig gepubliceerd in 1859 door Cajetan Freiherr von Felder & Felder.